# New Zealand Shipping Company
Die New Zealand Shipping Company (NZSC, teils auch NZSCo), in Neuseeland oft einfach „The Shipping Company“ genannt, war eine britisch/neuseeländische Reederei. Sie bestand von 1873 bis 1973.

## Geschichte

### Gründung und Aufbau
Die New Zealand Shipping Company (NZSC) wurde am 6. Januar 1873 in Christchurch, Neuseeland gegründet, um ein neuseeländisches Gegengewicht zum bis dahin britisch dominierten Neuseelandhandel zu schaffen. Vier gebraucht erworbene eiserne Segelschiffe und eingecharterte Schiffe bildeten den Anfang. Einzelne weitere Gebrauchtkäufe und zwölf Neubauten vervollständigten die Flotte bis 1877. Alle Schiffe waren mit jeweils knapp 1000 Bruttoregistertonnen vermessen. Auch später charterte die Reederei stets eine größere Zahl zusätzlicher Segelschiffe ein.
Aufgrund des Wunsches der neuseeländischen Regierung, Dampfschiffe zu verwenden, charterten die NZSC und Shaw, Savill 1879 gemeinsam den Dampfer Stad Haarlem für eine einzelne Rundreise. Trotz voll ausgebuchtem Schiff mit jeweils 600 Passagieren in beiden Richtungen und einer Reisezeit von 57 Tagen von London nach Lyttelton war die sonst gelungene Reise ein finanzieller Misserfolg. Die Regierung stellte zwar weiterhin keine Zuschüsse in Aussicht, drängte aber trotzdem weiter auf die Einrichtung einer Dampfschifflinie, um eine „bessere Klasse“ von Einwanderern anzulocken und gleichmäßigere Schiffsverbindungen für neuseeländische Fleischexporte zu schaffen. Ab 1881 begann die NZSC Schiffe mit Kühlanlagen für den Fleischexport zu versehen. 1883 gab die NZSC dem Druck nach und charterte die Fenstanton, mit der die erste reguläre Dampfschiffslinie zwischen Großbritannien und Neuseeland eröffnet wurde. Die Fenstanton wurde später durch die größere British King ersetzt. Darüber hinaus charterte die NZSC die White-Star-Line-Schiffe Ionic und Doric. Danach gelang es den Reedereien NZSC und Shaw, Savil, ein gemeinsames Abkommen mit der Regierung über die Einrichtung einer Dampferverbindung mit monatlichen Abfahrten zu schließen. Zu diesem Zweck wurden fünf knapp 4500 BRT große Neubauten bei der Werft John Elder and Company bestellt, deren Namen Tongariro, Aorangi, Ruapehu, Kaikoura und Rimutaka nach neuseeländischen Bergen benannt wurden. Trotz der nötigen Hafen- und Bunkeranläufe ausgehend in Plymouth, Teneriffa, Kapstadt und Hobart und heimkehrend in Montevideo, Rio de Janeiro and Teneriffa, halbierten die neuen Schiffe die Reisedauer um das Kap der Guten Hoffnung und zurück um Kap Hoorn. Die Route wurde bis 1914, dem Jahr, in dem der Panamakanal eröffnet wurde, beibehalten.

### Besitzerwechsel
Da die Dampfer der Tongariro-Baureihe sich als unökonomisch erwiesen, geriet die Reederei in finanzielle Schieflage. Im Jahr 1890 übernahm der spätere Sir Edwyn Dawes einen maßgeblichen Teil der Unternehmensanteile der NZSC von Sir William Pearce. Die finanzielle Kontrolle der seinerzeit etwas angeschlagenen Reederei wurde durch Edwyn S. Dawes nach London transferiert und der Betrieb reorganisiert. Dawes hielt Anteile an Schifffahrtsunternehmen und in der Fleischverarbeitung, was ihn in eine gute Ausgangslage zum Umbau der Reederei brachte. Beginnend mit der 1891 in Dienst gestellten Ruahine, ersetzte Dawes' die Flotte durch größere Schiffe mit ökonomischeren Antriebsanlagen. Zur erfolgreichen Ruahine kamen in den folgenden zehn Jahren sechs nochmals größere Schiffe, welche die Reederei bis zur Jahrhundertwende zu einer festen Größe im sogenannten Home trade machten.
1910 übernahmen NZSCo, Shaw, Savill & Albion Line und die White Star Line die Kontrolle über die Canadian-Australasian Line von James Huddart und führten dessen Neuseeland-Australien-Kanada-Dienst weiter.
1912 schloss sich die NZSC mit der Federal Steam Navigation Company zusammen, beide Unternehmen verblieben jedoch unter eigener Kontrolle und behielten ihre Identität und Farben aufrecht. Beide Reedereien wurden vier Jahre darauf von der Peninsular and Oriental Steam Navigation Company übernommen, setzten ihren Betrieb aber auch danach als selbständige Unternehmen fort. Einzig der Austausch der eingesetzten Schiffe innerhalb bestehender P&O-Tochterunternehmen wurde üblich. In den Jahren 1914 bis 1918 gingen der Reederei elf Schiffe mit 86.000 Tonnen Rauminhalt verloren, nur vier Passagierschiffe überlebten den Krieg. Um den monatlichen Dienst wieder aufnehmen zu können, erweiterte man die Passagiereinrichtungen der Shropshire der Federal Steam Navigation und gliederte diese als Rotorua in den Dienst ein.
Die drei Passagierschiffe Rotorua (I), Ruahine (II) und Remuera (I) wurden 1929 durch ein bemerkenswertes Schiffstrio ergänzt, als man die drei 16.000-Tonnen-Motorschiffe Rangitane, Rangitata und Rangitiki in Fahrt setzte. Drei weitere 11.000-Tonnen-Motorfrachter folgten 1931. Im Jahr 1936 nahm die NZSC mit den Reedereien Ellerman & Bucknall und der Port Line den Betrieb der Montreal-Australian New Zealand Line (MANZ Line) auf, die bis 1971 bestehen blieb. 1938 kam das zusätzlich eingecharterte P&O-Schiff Mongolia kam als Rimutaka zur NZSC-Flotte.
In den Jahren des Zweiten Weltkriegs verloren die New Zealand Shipping Company und die Federal Steam Navigation Company 19 Schiffe mit zusammen 195.000 Tonnen Rauminhalt, darunter die Rangitane, bei deren Versenkung durch den Hilfskreuzer Komet 16 Menschen ihr Leben ließen. Auch die Remuera und Rotorua gingen verloren, während die Rangitiki und Rangitata ihre von 1941 bis Kriegsende andauernde Dienstzeit als Truppentransporter überlebten und 1949 wieder zurückgeliefert wurden.

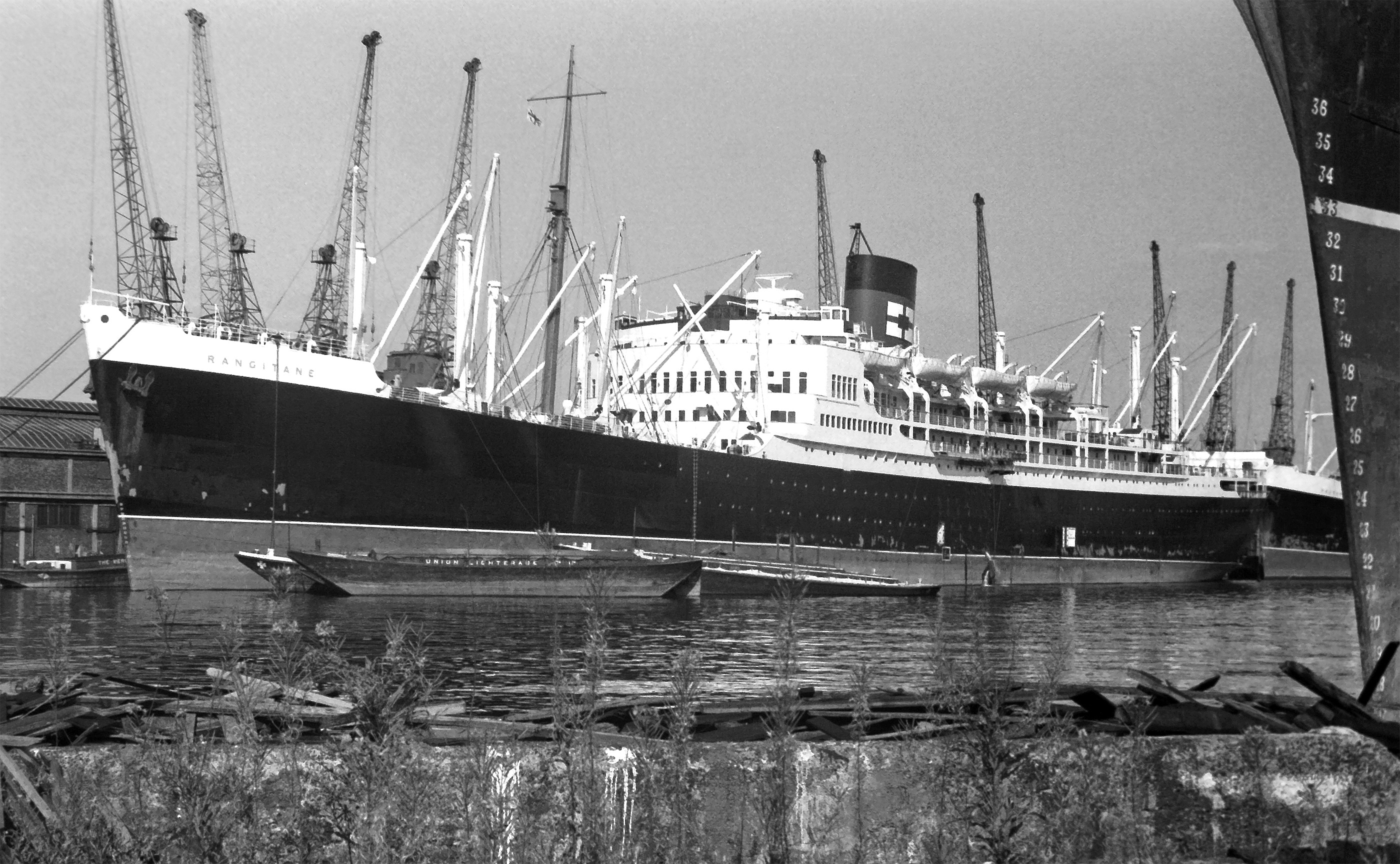
Die 1949 gebaute Rangitane in den Londoner Docks

### Nachkriegsjahre
Um die Kriegsverluste auszugleichen, orderte die Reederei zwei neue Schiffe des Rangi-Typs (Rangitoto und eine neue Rangitane), die 1949 abgeliefert wurden. 1951 folgte ein drittes Schiff des Typs, die Ruahine. Zusammen mit den beiden verbliebenen Rangis bildeten die Schiffe bis in die 1960er Jahre das Rückgrat des Neuseeland-Linienverkehrs. das ehemalige Cunard-Schiff Parthia stieß 1962 für einige Jahre als Remuera zur NZSC-Flotte. Kurz darauf wurden die beiden 1929 gebauten Schwesterschiffe Rangitata und Rangitiki aus dem Liniendienst abgezogen. Im weiteren Verlauf der 1960er Jahre häuften die Linienpassagierdienste der Reederei so hohe Verluste durch den Siegeszug der Passagierluftfahrt auf, dass 1969 alle Passagierdienste eingestellt wurden. In den letzten Jahren ihres Bestehens führten alle NZSC-Schiffe die Schornsteinfarben der Federal Steam Navigation. Im Jahr 1973 wurden die verbleibenden NZSC-Schiffe schließlich in die P&O-Flotte eingegliedert und die New Zealand Shipping Company hörte nach genau 100 Jahren auf zu bestehen. Die traditionellen Maori-Namen der ehemaligen NZSC-Schiffe überlebten teils eine weitere Dekade, dann endete auch dieses Kapitel.